# Guy Le Baupin
Guy Le Baupin (ur. 2 kwietnia 1958) – francuski judoka. Wicemistrz Europy w 1977; piąty w 1983. Pierwszy w drużynie w 1980. Srebrny medalista igrzysk śródziemnomorskich w 1983. Brązowy medalista uniwersyteckich MŚ w 1982. Mistrz Francji w 1977 i 1983 roku.